# Cirrostratus
Cirrostratus (abreviere Cs) este un gen de nori, de altitudine mare, cu un aspect fibros sau neted acoperind parțial sau integral cerul ca un voal noros transparent și albicios. Sunt formați din cristale de gheață și produc fenomenul optic de halo. Nu dau precipitații.  Norii Cirrostratus sunt localizați la peste 5,5 km înălțime în atmosferă și indică prezența umidității ridicate în straturile superioare ale atmosferei.

## Prognoză
Norii Cirrostratus indică de obicei apropierea unui front atmosferic cald dacă se formează după dezvoltarea norilor Cirrus și dacă aceștia se împrăștie pe tot cerul. Acesta este un semn că precipitațiile vor avea loc în următoarele 12 - 24 de ore sau în următoarele 6-8 ore daca frontul atmosferic are o mișcare rapidă. Dacă norii Cirrostratus sunt încadrați în specia fibratus atunci frontul atmosferic va fi slab și singurii nori care vor da precipitații vor fi norii Nimbostratus. Norii Cumulus humilis și Stratocumulus se întâlnesc uneori în asociere cu Cirrostratus cauzând inversiuni de temperatură și umiditate.

## Specii
- Cirrostratus fibratus (Cs fib) - nori de altitudine joasă care se prezintă sub formă de fibre, dar mai puțin fragmentate decât norii cirrus.
- Cirrostratus nebulosus (Cs neb) - nori de altitudine mare care se prezintă sub formă de văl și acoperă cerul în întregime.

### Varietăți
- Funcție de opacitate: nu are.
- Funcție de formă: duplicatus, undulatus

#### Particularități
- Funcție de precipitații: nu are.
- Nori accesori: nu are.

## Galerie foto

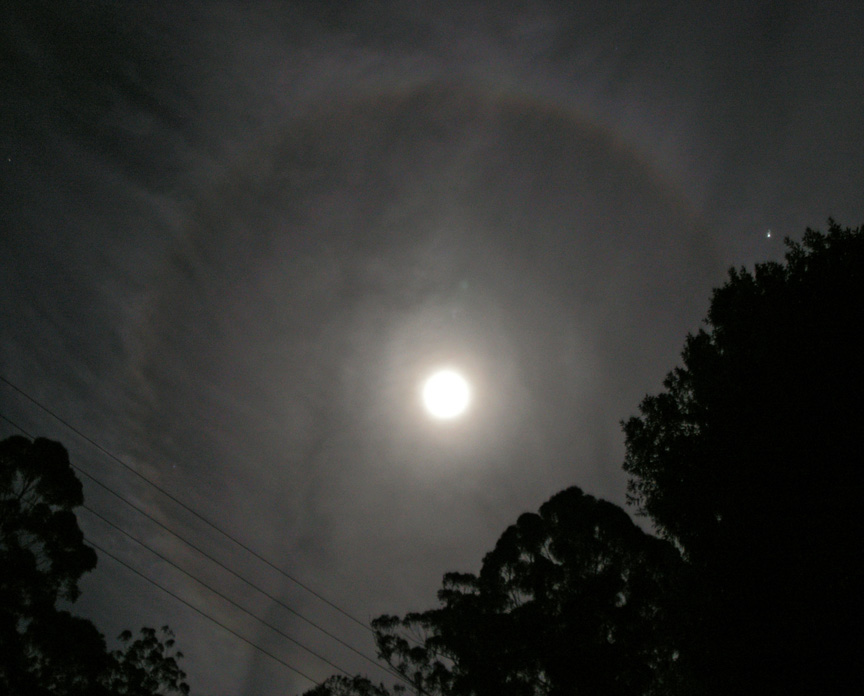
Nori Cirrostratus noaptea, cauzând efectul de halo al lunii